# 花生五烯酸
花生五烯酸，也稱為二十碳五烯酸（英語：Eicosapentaenoic acid, EPA）是有五個雙鍵的多元不飽和脂肪酸（C20H30O2），是一种ω-3脂肪酸。

## 临床意义
美国国家卫生研究院的MedlinePlus数据库列出了EPA（单独使用或联合其他omega-3脂肪酸使用）能够有效治疗的疾病。大多数情况下EPA被证明对发炎症状有效。
在所有omega-3脂肪酸中，EPA被认为对一些精神方面的疾病有潜在的疗效，例如精神分裂症。
有研究表明EPA有可能对改进抑郁状态有帮助。2009年的一个综合研究发现摄取更高EPA:DHA比例的omega-3补充剂的病人较少出现抑郁症状。

## 对人体健康的影响

### 总体效果
摄入脂肪酸对慢性病的影响被广泛认可，这些疾病包括肥胖症、糖尿病、癌症、关节炎、哮喘和心血管疾病。

### 对神经系统的影响
足够的脂肪酸摄入（特别是EPA和DHA）对胎儿神经系统发育成熟的重要性如今已被证明。

### 炎症
一个研究表明鱼油（通常含有较高的EPA和DHA含量）可以通过影响多种发炎反应的机理而预防这类疾病。

### 心血管疾病
对于心血管方面的疾病，EPA和DHA被证明对改进以下症状有效:
- 心率失常
- 动脉粥样硬化

### 癌症
多个研究表明，EPA或DHA摄入对乳腺癌或者前列腺癌的影响取决于同时摄入的omega-6脂肪酸和抗氧化剂。EPA亦对预防直肠结肠癌有效果。